# Loving You Could Never Be Better
Singles de George Jones
A Day in the Life of a Fool
(1972) Wrapped Around Her Finger
(1972)
Loving You Could Never Be Better est un single de l'artiste américain de musique country George Jones. Publié en avril 1972, il s'agit du deuxième single de son album George Jones (We Can Make It). Cette chanson a atteint la deuxième position du hit-parade Billboard Hot Country Singles. Elle a également été no 1 du hit-parade RPM Country Tracks au Canada.

## Positions dans les hits-parades
| Chart (1972)                       | Position |
| ---------------------------------- | -------- |
| U.S. Billboard Hot Country Singles | 2        |
| Canadian RPM Country Tracks        | 1        |